# إيمرسون ألكانتارا
إيمرسون ألكانتارا (بالبرتغالية: Emerson Alcântara‏) هو لاعب كرة قدم برازيلي في مركز الدفاع، ولد في 27 أغسطس 1970 في Cândido Mota ‏ في البرازيل. لعب مع نادي باراغواسونسيه الرياضي ونادي بيلينينسش ونادي كريسيوما.